# 支配性策略
優勢策略又称为支配性策略（Dominant Strategy）。在一个博弈當中，假設能選擇的策略為{\displaystyle \{x_{1},x_{2},x_{3},...,x_{n}\},n\in \mathrm {Z} ^{+}}，無論對手採取什麼策略，{\displaystyle x_{i},i\in \mathrm {Z} ^{+}}都可以得到比採取其他策略更好的结果，那麼，策略{\displaystyle x_{i}}就是優勢策略。
或者，使用混合策略，以{\displaystyle \{y_{1},y_{2},y_{3},...,y_{m}\},m\in \mathrm {Z} ^{+},m<n,\sum _{k=1}^{m}{y_{k}}=1}使用某些策略{\displaystyle \{x_{1},x_{2},x_{3},...,x_{m}\}}，而結果比你沒使用的任何策略為好，這也是支配性策略。